# Requiem, chevalier vampire
 (octobre 2020).
Si vous disposez d'ouvrages ou d'articles de référence ou si vous connaissez des sites web de qualité traitant du thème abordé ici, merci de compléter l'article en donnant les références utiles à sa vérifiabilité et en les liant à la section « Notes et références ».
Pour les articles homonymes, voir Requiem (homonymie).
Requiem, chevalier vampire est une série de bande dessinée, scénarisée par Pat Mills et dessinée par Olivier Ledroit. Initialement publiée aux éditions Nickel, la série est rééditée depuis janvier 2016 aux éditions Glénat.

## Synopsis
Pendant la Seconde Guerre mondiale, un soldat allemand, du nom de Heinrich Augsburg, trouve la mort au front russe en 1944. Il est alors projeté sur Résurrection, un monde où tout est inversé, temps, terre, eau, etc. La seule chose qui reste à Heinrich est une photo de la femme qu'il a aimée : Rebecca . Sur cette planète chaotique, il vient en aide à un certain Otto Von Todt, qui se révélera être un Vampire. Heinrich apprendra de cet ancien SS qu'il a lui-même été réincarné en Vampire. Heinrich suit alors les enseignements du sire Vampire Cryptus et devient Requiem. L'histoire se poursuit à travers combats et découvertes troublantes sur des personnages tous plus machiavéliques les uns que les autres. Mais Requiem n'est motivé que par une seule chose : retrouver Rebecca si elle se trouve sur cette planète, quelle que soit sa réincarnation...
Au fil des tomes, on en apprend un peu plus sur le passé des personnages, et on s'aperçoit qu'ils ont presque tous vécu des choses en commun, que ce soit sur Terre, sur Résurrection, ou dans une autre incarnation.

## Personnages

### Personnages principaux
- Requiem : le protagoniste de la série. Sur Terre, c'était un Allemand ayant combattu sur le front de l'Est. Il était amoureux d'une juive du nom de Rebecca. Malheureusement, elle se fit enlever sous ses yeux par la Gestapo. Il serait mort sur le front, tué par un soldat russe d'une balle au milieu du front. Les souvenirs de Requiem, dans le tome 1, laissent penser que ce dernier était avant tout un idéaliste allemand, attaché à la mère patrie, considérant que ce sont les Russes qui sont les agresseurs. La réalité est toute autre et bien plus sombre dans le tome 2... réalité qui est indirectement liée à sa renaissance en vampire sur Résurrection.
Il rencontre d'abord Otto, un ancien SS et deviendra aussitôt son meilleur ami. Il reçoit un entraînement intensif sur la face cachée de la lune pour devenir chevalier vampire. Il rejoint ensuite Otto pour combattre les lémures. Parmi ces lémures, il retrouve Rebecca. Malgré les ordres d'Otto, il refuse de la tuer. Elle se fait enlever une fois de plus sous ses yeux par les gardes de Dracula. Il se promet alors de la retrouver.
- Otto : cet ancien nazi a tué de nombreux juifs durant sa vie dont Rebecca, la bien-aimée de Requiem. Il est mort tué par vengeance par la sœur de Rebecca. Ressuscité en vampire, il devint capitaine de la cavalerie de Dracula. Il rencontra Requiem et devint son meilleur ami. Alors qu'il retrouva Rebecca, il l'enleva pour la faire souffrir à nouveau, mais Requiem arriva à temps pour la sauver. Il sera tué par Thurim qui le transpercera d'une lance, tuant Rebecca par la même occasion.
- Rebecca : amante de Requiem, elle est morte au camp de concentration de Kulbricht, tuée par Otto. Elle est devenue lémure sur Résurrection afin de se venger. Elle doit expirer Otto pour quitter Résurrection. Rebecca est un personnage très complexe qui aurait certainement mérité sa propre bande dessinée, tout comme Claudia. Non seulement elle est capable de changer d'une seconde à l'autre entre les deux extrêmes que sont "la demoiselle en détresse qu'il faut sauver" et "la femme leader capable de prendre les choses en main encore mieux que tous les hommes présents". De plus, un flash-back semble montrer qu'elle savait, au moins en partie, qu'elle et Requiem seraient conduits sur Résurrection et elle semble savoir ce que signifient l'épée et le crâne qu'ils voient dans leurs verres. La relation entre Requiem et Rebecca est un mélange profond entre amour et haine, partagé entre la haine de l'autre en tant que faisant partie de l'ennemi, et un amour profond qui les unit. Lors de l'ultime affrontement avec Otto, ce dernier l'utilisera comme bouclier face à Thurim qui transpercera les deux avec une lance. Son âme quittera, ainsi, définitivement le monde de Résurrection.
- Dracula : le roi de Draconie et des Vampires, d'une cruauté infâme et d'une force incroyable ; de nombreux autres vampires songent à tenter de le renverser, son règne étant au cœur des conflits sur Résurrection. Dracula est la réincarnation de Vlad Tepes, prince roumain du XVe siècle. Il ne rajeunit pas et peut donner son baiser à d'autres vampires (ce qui leur octroie l'éternité et une capacité spéciale). Son pouvoir personnel est de créer une bulle autour de lui le protégeant de toutes les attaques. Contrairement aux autres vampires, qui ont atteint cet état après leur arrivée sur Résurrection, il était déjà un vampire de son vivant. Il porte une armure rouge sang aux formes torturées et est dotée d'une paire d'ailes noires, c'est d'ailleurs un véritable "géant" parmi les vampires, qu'il dépasse tous en taille. Il a donné le nom de "de Dracula" à tous ceux à qui il a octroyé le "baiser des ténèbres", faisant de ces vampires (les êtres les plus terrifiants de Résurrection (Attila, Elisabeth Bathory, Robespierre, Néron, Caligula, etc.) les membres de sa famille et les êtres les plus puissants de la nation des vampires, alors qu'il est certainement le vampire le plus puissant de la planète. Il se fera tué par Thurim avec son marteau.
- Claudia : elle a vécu à la fin du XXe siècle en Angleterre et est morte à la suite d'un sacrifice humain raté. Comme tous les vampires, elle est cruelle et sadique, mais à un niveau beaucoup plus avancé que d'autres, d'ailleurs contrairement aux autres vampires elle n'est pas torturée par les lémures, car cela lui procurait trop de plaisir. Après la capture de Torquemada par les vampires, elle s'en servira comme monture.
- Thurim : incarnation précédente de Requiem, il était sur Terre le chef des chevaliers Teutoniques Heinrich Barbarossa et s'est emparé du marteau (le Thurim) contenu dans l'Arche d'Alliance, qui est en fait le Marteau de Lucifer, l'ange déchu, il est mort à la bataille du lac Peïpous où la puissance déchaînée du Thurim a brisé la glace sur laquelle les chevaliers Teutoniques chargeaient. Devenu vampire sur Résurrection, il avait reçu le baiser des Ténèbres et le don de régénération, mais a comploté contre Dracula et a été condamné à être écartelé pour l'éternité par des chevaux infernaux. Juste avant cette condamnation il avait tranché le bras droit de Néron, qui l'aurait torturé juste avant l'application de sa sentence. Il aurait mystérieusement disparu de Résurrection.
- Black Sabbat : chef de la police secrète de Nécropolis et président de la banque du sang. Il désire renverser Dracula avec sire Mortis et Thurim (réincarné en Requiem). Il est lui-même la réincarnation d'Aleister Crowley, dit "l'homme le plus mauvais du monde". De son vivant, il était parvenu à entrer en contact avec Résurrection. Il tentera de tuer Dracula en utilisant un séraphin et, pensant la victoire acquise, il admettra être le comploteur contre Dracula. Ce dernier n'étant pas mort le fera arrêter et enfermé dans une vierge de fer.
- Dame Vénus : Goule pirate commandant la flotte de Dame Mitra, elle était présidente de la planète Vénus au vingt-troisième siècle où la technologie du clonage a rendu les hommes inutiles à la reproduction. Elle y a développé une politique anti-mâle et entreprit de castrer tous les malsexués. La mentalité du vingt-troisième siècle dont elle vient la pousse à s'exprimer dans un langage politiquement-correcte à l'extrême et usant d'un vocabulaire administratif grotesque.
- Elizabeth Bathory : épouse de Dracula, elle a reçu le Baiser des Ténèbres pour avoir torturé et tué 600 jeunes filles sur Terre et s'être baignée dans leur sang. Il est possible que son don particulier soit la télékinésie : face à Mithra, elle manipule le sang et s'en sert comme arme, s'en compose une armure, et propulse des lances sans les toucher.
- Néron : c'est la réincarnation Vampire de l'Empereur romain Néron. Il est le bras droit de Dracula. Il a reçu le Baiser des Ténèbres et ne rajeunit donc pas. Il contrôle le feu. Androgyne et travesti, il a perdu son bras droit à la suite d'un duel contre Thurim et dispose désormais d'une prothèse mécanique à la forme inquiétante.
- Attila : personnification de l'antéchrist et amiral de la flotte de Dracula faisant partie de ses plus proches lieutenants, il a reçu lui aussi le Baiser des Ténèbres. Il semble être empreint d'une constante colère noire.
- sir Cryptus : vampire vieillard, c'est lui qui forme les nouveaux vampires aux arts de la chevalerie dans son repère sur la face cachée de la lune. Il est le mentor de Requiem et si vieux qu'il a l'apparence d'un nouveau-né.
- Dame Mitra : Goule gigantesque et cheffe des pirates, elle voue une haine irascible envers Dracula contre qui elle complote du fond de sa ville céleste, Aerophagia. Elle est la réincarnation de J. Edgar Hoover, chef du FBI de son vivant.

### Personnages secondaires
- L'Archi-Hiérophante : c'est le chef des archéologistes. Il est allié à Black Sabbat dans le complot visant à renverser Dracula. Il sera chargé de créer une créature bio-mécanique afin de battre le chef vampire. Pour cela il utilise le cerveau de Dippel pour créer une créature ressemblant à Frankenstein, à la fois puissante physiquement et intelligente pour battre Dracula. Il se fera tuer par Dracula après qu'il a divulgué être à l'origine de la créature fabriquée par Dippel.
- Torquemada : c'était un moine dominicain, confesseur de la reine Isabelle de Castille et du roi Ferdinand II d'Aragon, et premier Grand Inquisiteur de l'Inquisition espagnole de 1483 à sa mort. Il s'est réincarné en loup-garou et s'est d'abord battu contre les vampires avec les lémures. Après sa capture, il devint la monture de Claudia... après tout, il ne désire que du sang, peu importe avec qui !
- Sabre Eretica : c'est également un chevalier vampire, tout comme Requiem. Ils se rencontreront après que Requiem et Rebecca se sont échappés du Satanique et il leur sauvera la vie. En effet, en plus d'être vampire, c'est un chasseur de dragon endetté jusqu'au cou et redevable envers la mafia locale. Il tuera le dragon qui poursuit les 2 héros et en profitera pour récupérer la dragonite. Il accompagnera, dès lors, Requiem dans son aventure et sera un fidèle ami.
- Sean : c'est le chef du groupe de lémures dont fait partie Rebecca. On ne sait pas grand chose de sa vie antérieure si ce n'est qu'il était l'amant de Claudia sur terre. C'est cette dernière qui l'a tué afin qu'il ne découvre pas qu'elle pratiquait des rites sataniques. Il se fera capturer par les vampire et sera emmené à bord du Satanique en vue d'être exécuté mais il sera libéré par Requiem. Malgré sa haine envers Claudia (il tentera de l'étrangler avec une chaîne), il garde certains sentiments pour elle mais il aime également Rebecca qu'il laissera partir avec Requiem. C'est un homme bon, chevaleresque par bien des aspects. Il a pour monture un centaure en armure.
- Igor : c'est un kobold que rencontre Requiem et Otto dans un bar. Il tentera de vendre un miroir à Otto mais ce dernier le fera arrêter. Il arrivera à s'échapper de sa cellule et découvrira les plans du complot de Mortis contre Dracula. Il fera tout alors pour prévenir Requiem (qu'il appelle Sire Crin Blanc).
- Le dictionnaire du Diable : c'est une sorte de ptérodactyle noir et cornu. Il connait tout sur tout le monde et en dit parfois beaucoup trop. Il était "l'oiseau" de compagnie de la goule Mère Terreur. Après la mort de cette dernière, il deviendra l'animal de compagnie de Requiem. Il le renseignera sur tous les personnages qu'il rencontrera.
- Sire Mortis : rescapé des camps de concentration, il déteste Requiem avant même de savoir que c'est un ancien nazi. Fringant collectionneur d'armes ayant servi pour des crimes célèbres, il a invoqué un démon pour tenter de tuer Requiem et participé, avec Black Sabbat, au complot visant à renverser Dracula.
- Baron Samedi : filou notoire sur Terre sous le nom de Lucky Jones, il fut tué par des dealers en essayant de les escroquer. Réincarné en vampire sur Résurrection, le baron Samedi prend, comme beaucoup, son pied dans l'ossuaire, s'amusant avec des zombies avariés et autres charmantes créatures.
- Inspecteur Kurse : c'est le chef de la police secrète. Ce vampire est chargé d'arrêter Requiem et Rebecca. Il travaille pour Black Sabbat. Il a la particularité d'attirer les catastrophes, ne pouvant plus mordre pour boire du sang, il inhale de la poudre de sang séché.
- Aiwass : déesse maléfique faisant l'objet d'un culte secret elle communique lors de messes noires et s'incarne dans la compagne de Black Sabbat, elle-même coincée sous la forme d'un mandrill. Ses adorateurs appellent à son pouvoir pour renverser Dracula.
- Perfidie : reine de Dystopie à l'apparence reptilienne, elle reçoit Dracula et sa suite lors d'une visite diplomatique ayant pour intérêt des accords commerciaux entre leurs royaumes respectifs.
- Suzzcong : serviteur de Perfidie et ambassadeur de Dystopie, il est chargé des relations commerciales avec les autres peuples de résurrection. Arnaqueur et Hypocrite, il est en relation avec Mitra dans le complot contre Dracula.
- Mère supérieure : elle dirige le couvent des sœurs de sang. C'est un fétus portant une armure bio-mécanique de très grande taille hérissé de pointes. Les bouts de ses seins sont dotés de grappins. Elle sera à l'origine de la mort de Requiem qui renaîtra sous la forme de Thurim. Ainsi, plus fort, il la détruira à son tour avec un bazooka trouvé dans un stock d'armes.
- Dragon : vampire samouraï s'étant retourné contre les siens, il combat aux côtés des goules pirates de Dame Mitra. Présent à Hiroshima lors de la Capitulation du Japon en 1945, il veut venger sa patrie en exécutant les responsables de la bombe atomique. Il considère que de tels coupables doivent inévitablement s'être réincarnés en vampires, raison pour laquelle il les détestes.
- Docteur Dippel : ce scientifique travaille pour l'Archi-Hiérophante. C'est lui qui est chargé de la fabrication de la créature qui devra détruire Dracula. Il a sous ses ordres M. Vermicelli, son serviteur zombie. On y voit directement une référence au Dr Frankenstein et son serviteur Igor.
- Robespierre : avocat et homme politique français de la fin du XVIIIe siècle, Robespierre fut l'un des acteurs principaux de la politique jacobine conduisant à la Terreur. Sur Résurrection, il est le président de la bourse aux esclaves. On le voit également dans Claudia Chevalier Vampire présider l'oraison funèbre de Stéphane de Dracula. De plus, lors du Bal Des Vampires, son goût pathologique pour les décapitations ne semble pas s'être amélioré, à voir la façon dont il mord sa victime pour en boire le sang : l'image donne plutôt l'impression qu'il lui arrache la gorge pour la décapiter avec ses dents.

## La planète Résurrection
Résurrection est le monde de l'au-delà. Le temps s'y écoule à l'envers : on rajeunit petit à petit puis on disparaît. Ce monde est une sorte de négatif photo de la Terre : à la place des continents, il y a des mers de sang, et à la place de nos océans il y a des terres, divisées en plusieurs contrées, où vivent plusieurs peuples.
Sur Résurrection, l'injustice est érigée en règle : plus les pêchés commis par un individu sur Terre étaient petits, plus son châtiment sur Résurrection est grand, comme les Montagnes des âmes pétrifiées (Tome 3) ou bien la caste des Zombies, la caste inférieure, qui subit souvent la cruauté des autres races comme celle des vampires.
Les monstres du passé comme Néron, Attila, Caligula ou Robespierre côtoient ceux du futur, les scientifiques qui créeront des armes de destruction massives (les archéologistes), ou bien ceux qui tueront en prétendant faire le bien (les goules).
Les premiers morts ne sont pas forcément les premiers arrivés. Par exemple Claudia meurt en 2002, Otto meurt en 1961 et Heinrich meurt en 1944 ; cependant Claudia et Otto arriveront bien avant Heinrich sur Résurrection.

## Les différentes races
- Les vampires : ceux qui ont commis des crimes atroces dans leur vie sont réincarnés en vampires. Ils deviennent chevaliers à la suite d'une initiation de deux ans (taux de réussite : 10 %) dirigée par Sire Cryptus. Dans la BD, Heinrich est un vampire. On trouve aussi Dame Claudia Demona, Otto von Todt, Sire Mortis, le Baron Samedi, Sire Cryptus... Le seigneur des vampires est Dracula, le seul qui ait été un vampire dès sa vie terrestre. Certains vampires ont reçu de lui le baiser des ténèbres, qui leur donne certains pouvoirs particuliers (par exemple, le contrôle du feu, la régénération...) et les empêche de rajeunir. Parmi ces privilégiés, on trouve Néron, Elisabeth Bathory, Attila, Robespierre, Black Sabbat (Aleister Crowley de son vivant)...
Parmi les vampires, certains, d'une grande taille, sont des "berserkers" qu'ont utilise comme troupe d'assaut, mais ce sont des tueurs sanguinaires et sans pitié qui ne font aucune distinction entre leurs "alliés" et leurs "ennemis" (selon Claudia, ils ne peuvent pas, ou ne veulent pas, faire cette distinction) et un collier d'explosif placé autour de leur cou permet de les neutraliser après leur attaque. D'autres vampires, qui ont encore plus de crimes sur la conscience que la moyenne, ne sont pas initiés : ils sont conservés dans un état de coma. Ils représentaient, sur terre, tous les grands dirigeants politiques des diverses dictatures. On les utilise comme armes, baptisées fléaux : leur expiration (la mort sur Résurrection) est assimilée à une arme de destruction massive puisque cela tue toutes les victimes présentes dans les alentours. Par ailleurs, Dracula en utilisera un pour anéantir toute une vague de lémures contre son navire. Une fois ce fléau mort, on peut se rendre compte qu'il s'agissait d'Hitler. Du sang coulant de son nez donne la forme de sa fameuse moustache. La terre des Vampires est la Draconie.
- Les lémures : les victimes terrestres des vampires qui veulent se venger reviennent sur Résurrection sous forme de lémures. Certains d'entre eux ont un aspect phosphorescent, alors que d'autres ressemblent à de vrais humains. Ils hantent les nuits des vampires qui doivent boire ou fumer une drogue, l'opium noir, pour les oublier. Les lémures cherchent à expirer (tuer) les vampires pour pouvoir quitter Résurrection. Les vampires peuvent contrôler les lémures en buvant leur sang : on appelle alors ces lémures des victimes. Rebecca, l'amante terrestre de Requiem, est une lémure. Les lémures vivent en lémurie, un "pays" inféodé à la Draconie où sont situées les principales sources du pavot utilisé pour créer l'opium noir, ce qui fait de cette terre un endroit vital pour la Draconie et ses vampires.
- Les goules : elles ont commis autant de mal que les vampires sur Terre, mais prétendaient faire le bien. On trouve beaucoup d'anciennes religieuses parmi elles. Les goules sont majoritairement de sexe féminin : Mère Terreur, Dame Vénus, et ce même si elles étaient des hommes sur terre, comme leur reine. Leur chef est une énorme goule du nom de Mitra (John Edgar Hoover, chef du FBI sur Terre). Certaines sont, par ailleurs, profondément féministes et conçoivent le monde idéal sans hommes sur terre, ces derniers étant considérés comme inutiles. Elles pratiquent également la piraterie sur Résurrection, mais ce sont des "pirates de l'air" qui disposent d'une immense flotte de navires volants, dont leur cité volante d'Aérophagia. La majorité de leurs équipages et serviteurs est composée de squelettes et de zombies. Il existe deux troupes spéciales de goules: l'un est d'inspiration asiatique, avec des vaisseaux volants ressemblant à des jonques, l'autre est inspiré des groupes de death metal et autres heavy metal et utilisent des armes sonores.
- Les archéologistes : sur Terre, ils étaient des scientifiques qui ont créé des armes de destruction sans se soucier des conséquences. Les vampires les méprisent profondément, les jugeant « trop lâches pour se battre par eux-mêmes ». Mais les archéologistes leur sont indispensables pour récolter l'opium noir. Le mode de vie des archéologistes est de style égyptien, et les membres du conseil dirigeant des archéologistes eux-mêmes ressemblent à des momies ; ils doivent porter des peaux humaines fraîchement écorchées pour pouvoir sortir de leurs sarcophages. D'autres archéologistes ayant une apparence plus humaine servent les vampires en tant que techniciens à bord de leurs vaisseaux. Ils conservent les cerveaux des plus grands scientifiques du monde. La capitale des archéologistes s'appelle Thanatos.
- Les loups-garous : sur Terre, ils étaient des fanatiques religieux. Torquemada est le seul dont on connaisse le nom. Certains loups-garous sont contrôlés par les lémures au moyen d'implants et leur servent de troupes de choc. Les vampires ont repris l'idée et ont formé une division de tueurs de dragons montés sur des loups-garous, dont Claudia fait partie.
- Les dystopiens : apparemment, ils étaient des trafiquants sur Terre. Ils font du commerce avec tout le monde sur Résurrection et ne pensent qu'à l'or. Leur reine s'appelle Perfidie qui ressemble fort bien à la reine Élisabeth Ire. Toutefois, sa coiffure est composée de serpents, ce qui n'est pas sans rappeler la gorgone Méduse. Les dystopiens ont un aspect reptilien et leur mode de vie s'inspire de l'Angleterre élisabéthaine, ils utilisent comme "machine de guerre" divers reptiles géants, ressemblant à des dinosaures (Tricératops, Brachiosaure) ou à des dragons. La capitale de la Dystopie est Donlon (London à l'envers, soit Londres). Leur ville sainte est Lonava (anagramme d'Avalon), où dort leur ex et futur roi Ruthra (anagramme d'Arthur), un énorme dragon dont la tête à la forme de celle d'un lion, veillé par Nilrem (anagramme de Merlin) et par Sire Tolecnal (anagramme de Lancelot), créateur des dernières armes dystopiennes. Ils ont une alliance avec le Vatican, et un pipeline relie la cité du Vatican à Lonava, où l'eau bénite sert à la fabrication des différentes armes dystopiennes, très efficaces contre les Vampires (bien que leurs "missiles reliquaires" soient en fait d'une inefficacité flagrante).
- Les kobolds : on ne sait pas encore ce qu'ils étaient sur Terre. Igor, la victime de Requiem, est un kobold. Ils vivent apparemment de la vente d'objets rares et parfois interdits. Igor tentera de vendre un miroir à Otto qui le fera arrêter sur le champ.
- Les centaures : sur Terre, c'étaient des violeurs. Plusieurs d'entre eux servent de monture aux "chevaliers" lémures qui résistent aux vampires de Dracula.
- Les zombies : c'est sans doute la population la plus nombreuse de Résurrection. Sur Terre, ils n'ont fait ni bien ni mal. Ils forment la majorité de la population de Nécropolis, la capitale des vampires, où servent dans les équipages pirates des Goules.
- Les harpies : ce sont les infanticides.

## Autour de la sérieRequiem
- Le rythme de parution est d'environ un tome par an, ce qui est habituel dans l'édition de bande dessinée, et ici justifié par la qualité du dessin. En effet, Olivier Ledroit dessine et peint toutes ses planches avant de les numériser.
- Olivier Ledroit passe régulièrement dans certaines villes de France (au moins à chaque parution) pour dédicacer et rencontrer les fans.
- Les éditions Nickel ont été créées spécifiquement par les deux auteurs de la série afin de publier Requiem.

## Clins d'œil
Tome 1 :
- les empaleurs utilisés comme arme de poing par les vampires produisent le son "Tepess" lorsqu'ils tirent. "Tepes" signifie "empaleur" en roumain, et il s'agissait du surnom du "véritable" Dracula, alias Vlad III l'Empaleur[2] ;
- la dernière page du tome représente le bateau tout en flammes où se trouve Otto Van Todt qui s'appelle l'Armageddon, en train de descendre en flèche vers Londres du XXIIIe siècle qui s'est matérialisée sur Résurrection. Cette image est une référence au film Armageddon de Michael Bay sorti en 1998 lors de la menace d'une comète venant s'écraser sur la Terre[2].

Tome 2 : lors de la bataille dans Londres du XXIIIe siècle qui s'est matérialisée sur Résurrection, un monstre regroupant toutes les maladies existantes est libéré pour combattre les Vampires. Sa physionomie rappelle celle de King Kong. D'ailleurs, le monstre est représenté, à un certain passage, en haut de Big Ben (tel King Kong sur l'Empire State Building) en train de combattre une nuée d'engins volants contrôlés par les vampires et le bombardant de balles.
Tome 3 : Sire Cryptus dort avec une poupée Jack Skellington de Tim Burton.
Les loups-garous ont la même tête que le chat-garou du clip de Michael Jackson Thriller.
Tome 4 : lorsque Sire Cryptus et Mortis arrivent à Necropolis, un démon possédé est détecté par le scanner et se met à hurler la célèbre phrase de l'Exorciste « Ta mère suce des bites en enfer » et se met à baver un suc vert, comme la petite Regan McNeil.
Tome 5 : Mortis et Cryptus débarquent à Necropolis après une averse de mort-nés cannibales que Hellboy est en train de ramasser ; quand l'esclave Sean tente d'étrangler la vampire Claudia, elle récite « vas-y Johnny fais-moi mal », titre d'une chanson de Boris Vian.
Tome 7 : sur la double page verticale, quand Requiem se retrouve dans les limbes près de Thurim, il y a un personnage complètement à droite qui est en train de lire le premier tome de Requiem chevalier vampire. Cette double page reprend l'enfer du Jardin des délices de Jérôme Bosch, certains détails en sont une copie conforme (la truie nonne, les corps dans les harpes, etc.).
Otto saisit un livre pour le lire à Rebecca, intitulé "Struwwelotto". Tout le livre (titre, couverture, pages...) est une référence au recueil de comptines pour enfant Struwwelpeter de l'Allemand Heinrich Hoffmann. La scène où Otto décrit Rebecca en train de brûler vient également de ce livre.
La musique diffusée par le gramophone dans le donjon d'Otto est la chanson de Marlène DIETRICH dans "L'ange bleu" ("Ich bin von Kopf bis Fuß auf Liebe eingestellt...") . C'est d'ailleurs de ce film qu'est tirée la tenue que requiem fait porter par Rebecca pour passer inaperçue, tenue également portée par Marlène.
Tome 8 : M. Vermicelli, l'assistant du Docteur Dippel, est un sosie de Riff Raff du film The Rocky Horror Picture Show. Quand Requiem se retrouve face au General Salem, il reprend une réplique de Il était une fois dans l'Ouest légèrement remodelée pour les circonstances. La moto de Aiwass/Leah est une copie conforme de celle de Ghost Rider.
Tome 9 : le vampire Dragon et son aficionado Sire Tengu, très rajeuni et transporté dans un landau servant d'arme est une référence au personnage Ogami Itto et à son fils Daigoro dans le manga Lone wolf and cub.
Tome 10 : un gros clin d’œil arthurien, en Lonava (anagramme quasi-anacyclique de Avalon), il y a le Roi Ruthra (anagramme quasi-anacyclique de Arthur), Sire Tolecnal (anacyclique de Lancelot) et le sorcier Nilrem (anacyclique de Merlin). Il y a le mort-vivant de la couverture de l'album Eaten Back To Life du groupe Cannibal Corpse.
Tome 11 :
Tome 12 :

## Albums
1. Résurrection (2000)
2. Danse macabre (2001)
3. Dracula (2002)
4. Le Bal des vampires (2003)
5. Dragon Blitz (2004)
6. Hellfire Club (2005)
7. Le Couvent des Sœurs de Sang (2007)
8. La Reine des âmes mortes (2008)
9. La Cité des pirates (2009)
10. Bain de sang (2011)
11. Amours défuntes (2012)
12. La Chute de Dracula (2024)

## Publication

### Éditeur
- Nickel : tomes 1 à 11 (première édition des tomes 1 à 11)
- Nickel : tirage de tête des tomes 4, 5 et 6 (limités à 666 exemplaires, sous jaquette et accompagnés d'un ex-libris signé)
- Glénat : réédition des albums 1 à 11 avec couvertures modifiées
- Glénat : tome 12